# Okak (Terre-Neuve-et-Labrador)
Okak est une ancienne communauté de Frères moraves située dans le nord du Labrador.

## Géographie
Okak était implantée sur l'île Okak occidentale, au fond de la baie d'Okak ouverte sur l'océan Atlantique à l'est. Le lieu, plat et abrité, est entouré par les massifs environnants avec une côte sud escarpée.
La végétation se compose de toundra du fait du climat polaire, avec quelques arbres au fond et autour de la baie.

## Histoire
En 1771, le roi George III de Grande-Bretagne accorda une concession de terres à l'Église morave afin d'établir des missions pour les Inuits du nord du Labrador. Au XVIIIe siècle, le missionnaire Jens Haven et ses disciples ont construit des missions à Nain (1771), Okak (1776) et Hopedale (1782). Ces missions ont également servi de postes de traite. Plus tard, d'autres colonies moraves furent établies à Hebron (1830), Zoar (1865), Ramah (1871), Makkovik (1896) et Killinek (1904). 
L'argent et le personnel nécessaire à la gestion de l'infrastructure ont été fournis par le Bureau d'Unité Morave en Saxe et l'École de Formation Missionnaire de Niesky. Cependant, cette assistance a été entravée par les effets de la Première Guerre mondiale et la dévastation de l'économie allemande. En 1918, une épidémie de grippe espagnole frappe Okak, tuant 161 personnes sur une population de 220.
Peu de temps après, les Moraves vendirent leur poste de traite à Okak à la Compagnie de la Baie d'Hudson. En 1956, l'établissement a été définitivement abandonné lorsque les habitants restants ont été contraints par le gouvernement canadien de déménager dans d'autres communautés au Labrador. L'établissement de Nutak également situé sur l'île Okak occidentale face à l'île Okak orientale fut abandonné la même année.
Aujourd'hui, tout ce qui reste d'Okak est un cimetière et des ruines de l'ancienne mission.
Okak a été désigné lieu historique national du Canada en 1978, en raison de l'ancienne mission morave et de l'existence de soixante sites archéologiques dans la région, datant de 5500 av. J.-C. et représentant des habitations de l'archaïque maritime aux Inuit du Labrador.

## Lieu historique national
Le lieu historique national du Canada d'Okak renferme plus de 60 sites archéologiques. Ces sites sont situés dans la baie d'Okak au large de la côte nord du Labrador. Les vestiges archéologiques identifiés à Okak couvrent plus de 6 000 ans d'histoire et témoignent de la présence des Indiens de la culture archaïque maritime (5550 à 1550 av. J.-C.), des Prédorsétiens (1850 à 250 av. J.-C.), des Indiens de la période intermédiaire (1550 à 250 av. J. C.), des Dorsétiens (550 av. J.-C. à 1450 apr. J.-C.) et des Inuits du Labrador (de 1200 apr. J.-C. à nos jours). Sur de nombreux sites, les vestiges datent de différentes époques et démontrent que les lieux ont été occupés pendant plus d'une période culturelle. Dans un même endroit, on peut notamment trouver des villages de maisons de tourbe et des habitations dispersées. Les objets de la culture matérielle, essentiellement des outils et des éclats de pierre, révèlent des changements dans la forme des outils, dans les techniques de fabrication, dans les matières premières utilisées au fil des diverses périodes culturelles. Les plus anciens objets de fouille datent de la période archaïque maritime et ont été identifiés sur l'île Cut Throat.
En 1776, les Moraves aménagent un site de mission dans le nord du Labrador et construisent un port sur l'île Okak. Il s’agit de la deuxième mission morave la plus fructueuse de la côte du Labrador après celle de Nain, fondée en 1771, à 80 kilomètres au sud. La mission d'Okak est préfabriquée à Nain avant d'être transportée plus au nord, en même temps qu'un magasin et une boulangerie. Les Inuits bâtissent également des maisons à ce même endroit et les relocalisent graduellement près de la mission. Toutefois, la modification des habitudes de chasse et l’épidémie de grippe espagnole des années 1918 et 1919 ont raison de la population d'Okak. La mission est abandonnée en 1919.
Des vestiges de la mission d'Okak subsistent, incluant des fondations de bâtiments, des vestiges de promenades, des vestiges de quais et des vestiges culturels, y compris dans les zones intertidales et sous-marines.